# Arbeitslosigkeit in den Niederlanden

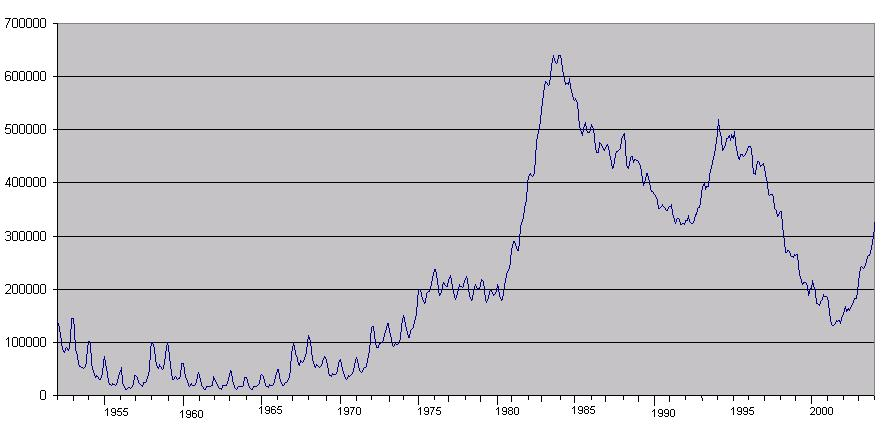
Arbeitslosenzahlen 1952–2004

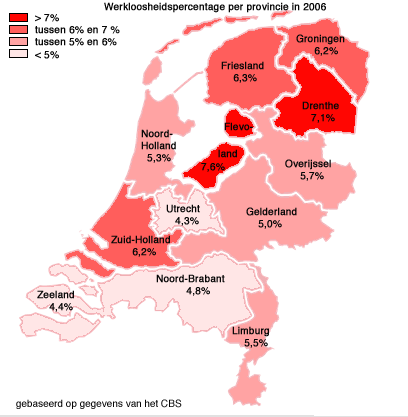
Verteilung der Arbeitslosigkeit (2006)

Die Daten zur Arbeitslosigkeit in den Niederlanden basieren auf Angaben von Eurostat und denen des niederländischen Centraal Bureau voor de Statistiek (CBS).
Die Arbeitslosenquote ist der Anteil der Arbeitslosen an der Erwerbsbevölkerung in den Niederlanden. Die Erwerbsbevölkerung ist die Summe der Erwerbstätigen und der Arbeitslosen. Zu den Arbeitslosen zählen alle Personen von 15 bis 74 Jahren:
- die während der Berichtswoche ohne Arbeit waren
- die gegenwärtig für eine Beschäftigung verfügbar waren, das heißt Personen, die innerhalb der zwei auf die Berichtswoche folgenden Wochen für eine abhängige Beschäftigung oder eine selbständige Tätigkeit verfügbar waren
- die aktiv auf Arbeitssuche waren, das heißt Personen, die innerhalb der letzten vier Wochen (einschließlich der Berichtswoche) spezifische Schritte unternommen haben, um eine abhängige Beschäftigung oder eine selbständige Tätigkeit zu finden oder die einen Arbeitsplatz gefunden haben, die Beschäftigung aber erst später, das heißt innerhalb eines Zeitraums von höchstens drei Monaten aufnehmen

Die jährlichen Arbeitslosenquoten von 1948 bis 2006, sind jeweils ein Durchschnittswert aus 12 Monatsberichten zur Arbeitslosigkeit in den Niederlanden.
Farbliche Kennzeichnung in der nachfolgenden Tabelle:
| Arbeitslosenquote: | bis 0,9 % | bis 2,9 % | 3,0 bis 5,9 % | über 6 % |

| Jahr | Quote |
| ---- | ----- |
| 1948 | 2,0 % |
| 1949 | 1,8 % |
| 1950 | 2,3 % |
| 1951 | 2,6 % |
| 1952 | 4,1 % |
| 1953 | 2,9 % |
| 1954 | 2,0 % |
| 1955 | 1,2 % |
| 1956 | 0,9 % |
| 1957 | 1,2 % |
| 1958 | 2,5 % |
| 1959 | 1,8 % |
| 1960 | 1,1 % |
| 1961 | 0,9 % |
| 1962 | 0,9 % |
| 1963 | 1,0 % |
| 1964 | 0,9 % |
| 1965 | 0,6 % |
| 1966 | 0,8 % |
| 1967 | 1,6 % |
| 1968 | 1,5 % |
| 1969 | 1,0 % |
| 1970 | 1,0 % |
| 1971 | 1,4 % |
| 1972 | 2,4 % |
| 1973 | 2,5 % |
| 1974 | 3,0 % |
| 1975 | 5,8 % |
| 1976 | 6,2 % |
| 1977 | 6,0 % |
| 1978 | 5,7 % |
| 1979 | 5,8 % |
| 1980 | 6,1 % |
| 1981 | 6,8 % |
| 1982 | 8,2 % |
| 1983 | 9,7 % |
| 1984 | 9,3 % |
| 1985 | 8,3 % |
| 1986 | 8,3 % |
| 1987 | 8,0 % |
| 1988 | 7,5 % |
| 1989 | 6,6 % |
| 1990 | 5,9 % |
| 1991 | 5,5 % |
| 1992 | 5,3 % |
| 1993 | 6,2 % |
| 1994 | 6,8 % |
| 1995 | 6,6 % |
| 1996 | 6,0 % |
| 1997 | 4,9 % |
| 1998 | 3,8 % |
| 1999 | 3,2 % |
| 2000 | 2,8 % |
| 2001 | 2,2 % |
| 2002 | 2,8 % |
| 2003 | 3,7 % |
| 2004 | 4,6 % |
| 2005 | 4,7 % |
| 2006 | 3,9 % |